# Kirche Zuckelhausen

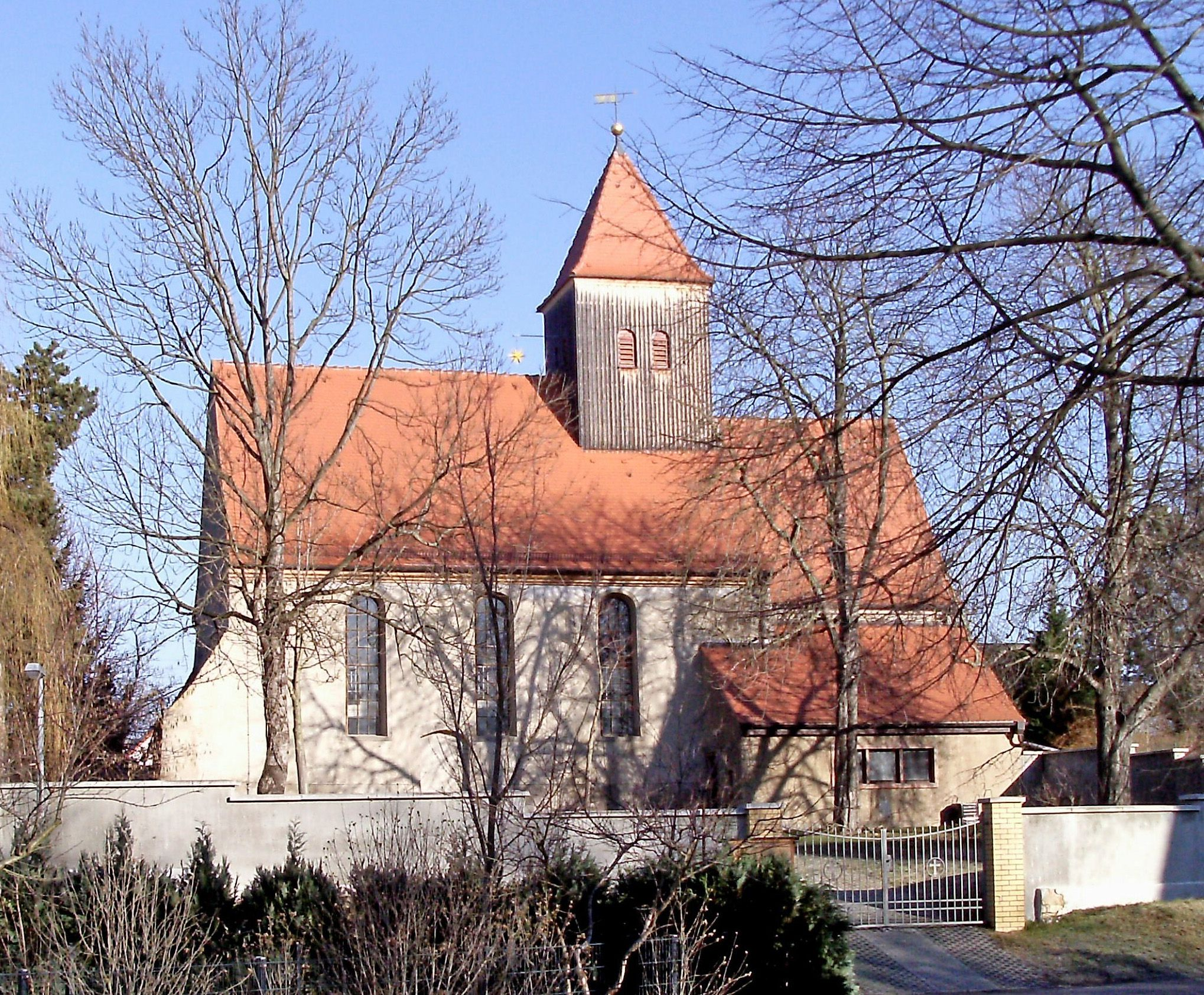
Kirche Zuckelhausen (2012)

Die Kirche Zuckelhausen ist ein Kirchengebäude der Evangelisch-Lutherischen Landeskirche Sachsens in Zuckelhausen, Ortsteil von Holzhausen, einem Stadtteil von Leipzig am südöstlichen Stadtrand. Sie gehört zur Kirchgemeinde im benachbarten Holzhausen und steht unter Denkmalschutz.

## Geschichte

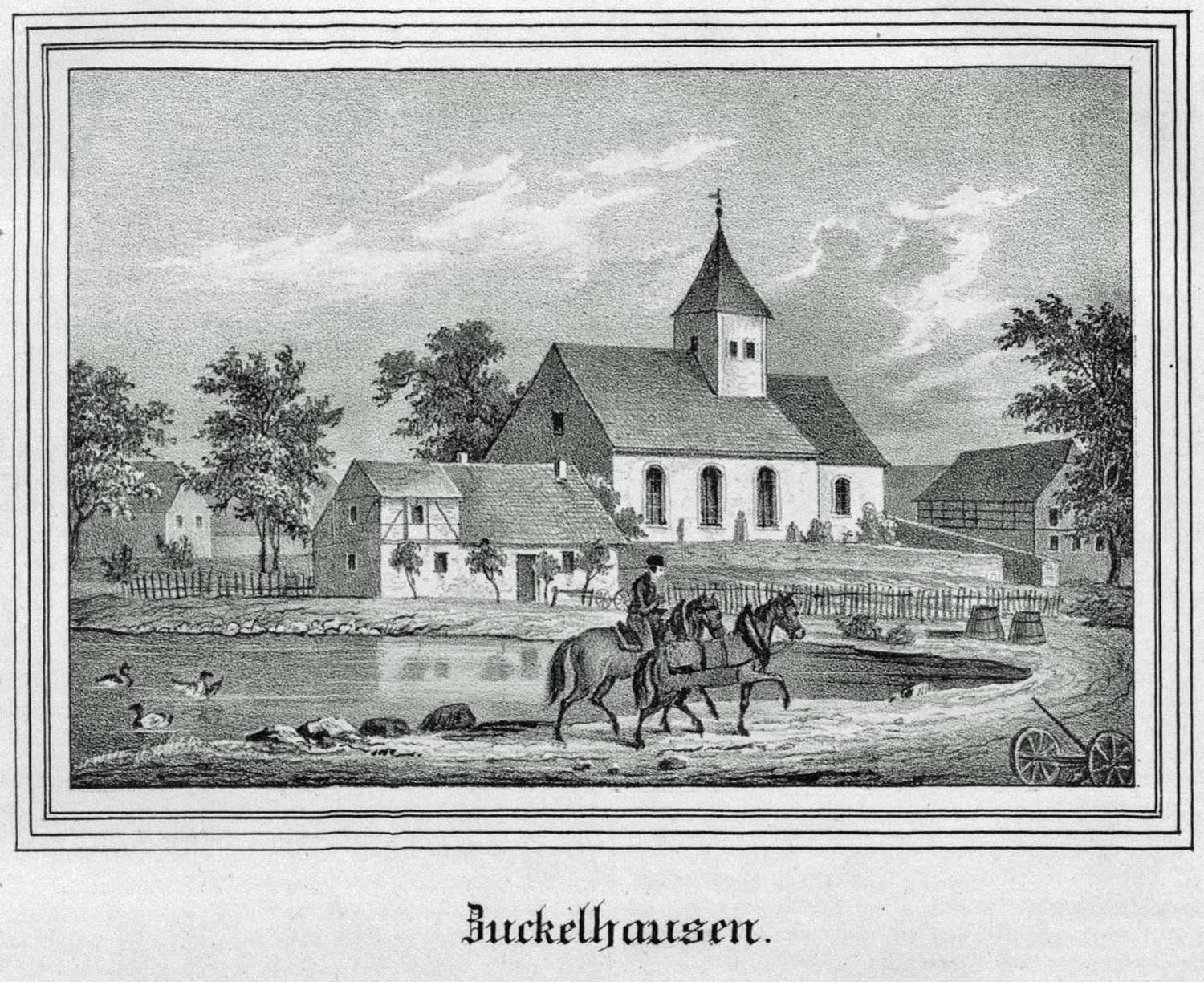
Die Kirche um 1840

Die auf einer Anhöhe errichtete romanische Saalkirche entstand um 1200. Sie ist das älteste Gebäude der Ortschaft und thront als Mittelpunkt des markanten, einst slawischen Rundlingsdorfes am Zuckelhausener Ring.
Die Kirche wurde 1791 umgebaut, wobei insbesondere die Fenster vergrößert wurden. 1794 und 1803 gab es Brände. In der Völkerschlacht 1813 blieb die Kirche zwar erhalten, doch die Innenausstattung mit Altar, Kanzel, Bänken und Orgel wurde zerstört.
Bis 1820 folgte eine umfangreiche Renovierung. Dabei wurde die Apsis abgerissen und der Haupteingang von Süden nach Westen verlegt. Der Sakristeianbau erfolgte 1965 und wurde 2021 erneuert. Der Dachreiter wurde 2005 neu aufgebaut.

## Architektur
Die romanische Saalkirche mit Mauerwerk aus verputzten Natursteinen besitzt drei Fensterachsen und einen eingezogenen Chor mit geradem Abschluss. An den Ecken des Westgiebels stehen kräftige Stützpfeiler. Die Gesamtlänge des Baus beträgt 22 und die Breite des Saales 12 Meter.
Langhaus und Chor tragen Satteldächer. Dem Langhaus sitzt an der Grenze zum Chor ein hölzerner Dachreiter  mit Pyramidendach auf, der die Glocken trägt.

## Ausstattung
Der Innenraum hat eine schlichte, klassizistische Ausstattung mit vier toskanischen Holzsäulen, die eine dreiseitige Empore tragen. Die Kassettendecke entstand 1902. Gerhard Schiffner aus Meißen schuf 1957 den Dreiflügel-Altar „Christus als Weltenrichter“. 1956 wurden mittelalterliche Fresken freigelegt.
Sie stammen vermutlich aus der ersten Hälfte des 13. Jahrhunderts.

### Orgel
Eine Orgel von Adam Gottfried Oehme entstand 1786. 1822 baute Leipzigs Universitätsorgelbaumeister Johann Gottlob Mende aus deren Pfeifenmaterial eine neue, einmanualige Orgel mit 14 Registern. Sie wurde von Orgelbaumeister Johannes Lindner aus Radebeul 1996 umfassend restauriert. Das Instrument hat folgende Disposition:
- Manual C,D–c″: (1) Gedackt 8′, (2) Flaut travers 8′ (vorher Larigot 1 1/3′), (3) Viol di Gamb 8′, (4) Quintatöne 8′, (5) Principal 4′, (6) Gemshorn 4′, (7) Gedact 4′, (8) Quinte 3′, (9) Octave 2′, (10) Cornett 3fach ab c, (11) Mixtur 3fach
- Pedal C,D–c: (12) Subbaß 16′, (13) Principalb. 8′, (14) Posaune 16′ durchschlagend
- Spielhilfen/Hilfszüge: Coppel, Calcanten-Klingel
- Stimmtonhöhe 482 Hz

### Geläut
Das Glockengeläut besteht aus zwei Bronze-Kirchenglocken: Die ältere mit dem Ton cis″+3 schuf die Firma G. A. Jauck aus Leipzig 1882, sie stammt aus der Dorfkirche zu Magdeborn, einem Dorf südlich von Leipzig, das in den 1970er Jahren dem Braunkohle-Tagebau Espenhain weichen musste.
Die jüngere mit dem Ton a′ +5 goss die Kunst- und Glockengießerei Lauchhammer 2005.

## Kirchgemeinde
Die Kirche Zuckelhausen ist Filialkirche der Kirche Holzhausen von 1529 bis 1540 sowie seit 1916; seit 1. Januar 2021 ist sie damit Teil des Alesius-Kirchspiels Leipzig. Aktuell (Stand: August 2021) ist Christian Wedow Pfarrer der Evangelisch-Lutherischen Kirchgemeinde Holzhausen und somit auch von Zuckelhausen.